# شهر محلی البرت لوتلی
شهر محلی البرت لوتلی (به لاتین: Albert Luthuli Local Municipality) یک سکونتگاه مسکونی در آفریقای جنوبی است که در Gert Sibande District Municipality واقع شده‌است.